# X Amor
X Amor es el álbum debut de la cantante mexicana Kimberly Loaiza. Fue lanzado el 14 de diciembre de 2023 por Warner Music Latina. El álbum cuenta con participaciones especiales de Elvis de Yongol, Noriel, Omar Montes, Julianno Sosa, Pailita, Lit Killah y Andy Rivera. El álbum contó con 6 sencillos.

## Promoción
En noviembre de 2023, la cantante firmó un contrato con Warner Music Latina, siendose así su distribuidor y lanzando su primer álbum debut, después de tres años de que la youtuber se lancé como cantante. En diciembre de 2023 anunció que haría una gira en concierto en 2024 para la promoción de su primer álbum debut, recorriendo gran parte de México. Durante el mismo año continuó haciendo colaboraciones y lanzó su primer sencillo con una disquera «Te cambié por el», con el cantante español Omar Montes.

## Lista de canciones
| X Amor: Lista de canciones |                                            |                                                                    |          |  |
| N.º                        | Título                                     | Escritor(es)                                                       | Duración |  |
| 1.                         | «Kimby»                                    | Elvis de Yongol, Loaiza, Sánchez, Puche Nava, Castillo             | 2:28     |  |
| 2.                         | «Melancolía»                               | Elvis de Yongol, Loaiza, Leo de la O                               | 2:44     |  |
| 3.                         | «Pal Carajo» (featuring Julianno Sosa)     | Elvis de Yongol, Loaiza, Leo de la O, Sossa, Zatarain              | 3:17     |  |
| 4.                         | «Se mi gato»                               | Elvis de Yongol, Loaiza, Leo de la O, Verónica Castillo            | 2:00     |  |
| 5.                         | «Los besos que te di»                      | Cristian Salazar, Loaiza, Leo de la O, Oviedo                      | 2:29     |  |
| 6.                         | «Ta' Buena» (featuring Noriel)             | Loaiza, Santos, Leo de la O, Zatarain                              | 2:41     |  |
| 7.                         | «Vete»                                     | Elvis de Yongol, Loaiza, Leo de la O, Forbes James, Díaz, Enríquez | 2:48     |  |
| 8.                         | «Mal Hombre»                               | Loaiza, Leo de la O, Chaverra, Gutiérrez                           | 2:42     |  |
| 9.                         | «Ya no estoy sola»                         | Elvis de Yongol, Loaiza, Leo de la O, Zatarain, Forbes James       | 1:58     |  |
| 10.                        | «Devoto» (featuring Elvis de Yongol)       | De Yongol, Loaiza, Leo de la O, Zatarain, Forbes James             | 3:32     |  |
| 11.                        | «@» (featuring Andy Rivera)                | Galeano, Loaiza, Leo de la O, Díaz, Zatarain                       | 2:52     |  |
| 12.                        | «Te cambie por el» (featuring Omar Montes) | Daniel Gutiérrez, Loaiza, Montes, Eduardo Sanchéz                  | 2:50     |  |
| 13.                        | «Patan» (featuring Pailita)                | Carlos Javier Rain Pailacheo, Kimberly Loaiza                      | 2:55     |  |
| 14.                        | «Como pasó realmente»                      | Nombre autor                                                       | 2:56     |  |
| 15.                        | «Kitty» (featuring Lit Killah)             | Elvis de Yongol, Juan de Dios Pantoja, Loaiza, Leo de la O         | 3:30     |  |
| 16.                        | «Tiempo perdido»                           | Elvis de Yongol, Loaiza, Araujo, Leo de la O, Pineda, Castillo     | 2:17     |  |